# RV Union Riga
El FK Union Riga o RV Union Riga fou club de futbol letó de la ciutat de Riga.

## Història
El Club Ciclista Unió de Riga va ser fundat el 1893. L'any 1907 fou creada la secció de futbol, poc després del British FC Riga, esdevenint el segon club més antic del país. Era un club format majoritàriament per alemanys, mentre que el British era format per britànics. Aquests dos clubs i SV Kaiserwald Riga foren els fundadors de la primera lliga del país el 1910, que guanyà Union. El club continuà a la lliga letona durant els anys vint i trenta. L'any 1939 la majoria d'alemanys del país foren repatriats a Alemanya i el club deixà d'existir.

## Palmarès
- Lliga letona de futbol:[6]
  - 1910, 1912

- Copa letona de futbol:[7]
  - 1910

## Futbolistes destacats
- Jānis Bebris
- Vladimirs Bērziņš
- Česlavs Stančiks
- Harijs Fogelis
- Georgs Kabuls
- Jūlijs Lindenbergs
- Ferdinands Neibergs
- Aleksandrs Roga
- Indriķis Reinbahs
- Ēriks Skadiņš
- Juris Skadiņš
- Alfrēds Verners